# Теренинская волость
Теренинская волость — волость в составе Богородского и Орехово-Зуевского уездов Московской губернии. Существовала до 1929 года. Центром волости сначала была деревня Савостьяново, а затем станция (позже — город) Дрезна.
В состав волости вошли селения Большое Кишнево, Бывалино, Горбачёво, Гридино, Десятая Пятница, Бяльково, Ефимово, Киняево, Козлово, Коровино, Логиново, Малое Кишнево, Назарьево, Остров, Рудино, Савостьяново, Стремянниково, Теренино, Щекутино и Юркино.
По данным 1919 года в Теренинской волости было 20 сельсоветов: Бывалинский, Бяльковский, Горбачевский, Гридинский, Дрезнинский, Ефимовский, Киняевский, Больше-Кишневский, Мало-Кишневский, Козловский, Коровинский, Логиновский, Назарьевский, Островский, Рудиновский, Савостьяновский, Стремянниковский, Теренинский, Щекутовский, Юркинский.
5 января 1921 года Теренинская волость была передана в Орехово-Зуевский уезд.
К 1923 году в волости было 17 сельсоветов: Больше-Кишневский, Бывалинский, Бяльковский, Горбачихинский, Гридинский, Ефимовский, Козловский, Коровинский, Логиновский, Назарьевский, Островский, Рудинский, Савостьяновский, Стремянниковский, Теренинский, Щекутовский, Юркинский.
В 1924 году Ефимовский с/с был присоединён к Теренинскому, а Больше-Кишенский с/с был переименован в Кишенский.
В 1925 году Гридинский с/с был присоединён к Бяльковскому, Юркинский — к Кишневскому, Бывалинский — к Козловскому, Щекутовский и Стремянниковский — к Назарьевскому, Рудинский — к Горбачихинскому, Островский — к Коровинскому. Однако уже в ноябре 1925 года были восстановлены Гридинский, Юркинский, Бывалинский, Щекутовский, Стремянниковский и Ефимовский с/с.
В 1926 году Бывалинский с/с был присоединён к Козловскому, Стремянниковский — к Назарьевскому, Ефимовский — к Теренинскому. Был создан Коровино-Островский с/с (в конце года упразднён).
В 1929 году Козловский с/с был переименован в Бывалино-Козловский, Теренинский — в Теренино-Ефимовский. Тогда же был восстановлен Коровино-Островский с/с.
В ходе реформы административно-территориального деления СССР в 1929 году Теренинская волость была упразднена.